# 피치 퍼펙트
《피치 퍼펙트》(영어: Pitch Perfect)는 2012년 공개된 미국의 뮤지컬 코미디 영화로, 대학교 여성 아카펠라 팀의 대회 우승기를 그리고 있다. 엘리자베스 뱅크스가 제작하고 제이슨 무어가 연출했으며, 애나 켄드릭, 스카일러 애스틴, 레벨 윌슨, 애덤 더바인, 애나 캠프, 브리트니 스노가 출연한다. 미키 랩킨이 지은 논픽션 《피치 퍼펙트: 대학부 아카펠라 승리를 향한 여정》(Pitch Perfect: The Quest for Collegiate a Cappella Glory)를 바탕으로 극화한 것이다.

## 줄거리
링컨 센터에서 열린 아카펠라 국제 대회에서 바든 대학교의 '바든 벨라스' 팀은 식상한 공연을 선보이고, 팀원 오브리가 무대에서 구토를 한 끝에 라이벌 팀인 '트래블메이커스'에게 우승 트로피를 빼앗긴다. 4개월 후 신학기, 바든 벨라스의 선배들은 다 떠나가고 오브리와 클로이 둘만이 남아 새내기를 모집하고 있다. 한편, 음악 프로듀서를 꿈꾸지만 교수인 아버지 때문에 어쩔 수 없이 대학에 들어온 주인공 베카는, 대학 라디오 방송국에서 활동을 시작하면서 방송국 친구 제시와 관계를 키워간다.
처음에 베카는 벨라스에 관심이 없었지만 샤워실에서 다비드 게타를 불렀다가 그녀의 재능을 알아본 클로이에게 강력한 오디션 권유를 받는다. 오디션 날, 베카는 〈Cups〉를 선보이며 다른 열 명의 신입생들과 함께 벨라스에 들어가게 된다. 전체적으로 자유분방하고 오합지졸인 팀이었으나 리더격인 오브리의 엄격한 통제로 (트래블메이커스 남자와 사귀었다는 이유로 두 명을 내쫓기까지 하면서) 실력을 키워간다.
새로운 벨라스는 2012년도 국제 대회에 출전한다. 오브리가 전통을 강조하면서 기존의 노래만 고집하기는 했으나, 무난하게 준결승에 진출한다. 공연이 끝나고 트래블메이커스와 늙다리 팀 사이에 싸움이 붙었는데 베카는 이에 휘말려 경찰서 신세를 진다. 그러나 제시와 아버지의 도움으로 나오게 된다. 준결승을 앞두고 기존 노래를 고집하는 오브리와 새로운 노래를 도입할 것을 주장하는 베카 사이에 마찰이 생긴다. 실제 공연에서 베카는 정해진 노래가 아닌 자기만의 즉흥 노래를 부르고 오브리와 베카는 언성을 높히며 다툰다. 오브리는 베카와 제시의 관계를 들어 공격하고 감정이 격해질대로 격해져 베카는 그대로 대회장을 나가버린다. 벨라스는 관객의 호응에도 불구하고 3위를 기록하여 준결승에서 탈락하고 만다.
방학이 되고 벨라스는 뿔뿔이 흩어졌다. 그런데 대회의 2위 팀이 대학생이 아니라 고등학생 팀인것으로 밝혀져 결승전 진출이 취소되고, 이에 3위 팀인 벨라스에게 다시 기회가 생긴다. 오브리와 클로이는 팀을 다시 모아서 결승전 연습을 하지만 베카는 배제된다. 베카가 빠진 팀은 제대로 연습을 하지 못한다. 또 다시 다툼이 생기고 오브리가 또 구토를 하고 난장판이 되었을 때 팀에 베카가 돌아온다. 잠깐의 진실게임의 결과 오브리는 자신의 고집을 꺾고 베카는 공동 리더가 된다.
결승전 날. 트래블메이커스는 새로운 멤버가 들어와 여전히 압도적인 무대를 선보였다. 벨라스는 베카가 제시와 같이 보았던 영화 《조찬 클럽》의 OST를 부른다. 벨라스의 공연은 열렬한 반응을 얻었고, 베카는 제시와 키스한다. 결국 트래블메이커스를 꺾고 벨라스가 우승한다.

## 출연

### 바든 벨라스
- 애나 켄드릭 - 베카 미첼
- 애나 캠프 - 오브리 포즌
- 브리트니 스노 - 클로이 비엘
- 레벨 윌슨 - 뚱보 에이미
- 알렉시스 냅 - 스테이시
- 에스터 딘 - 신시아 로즈
- 하나 메이 리 - 릴리 오나쿠라마라
- 켈리 제이클 - 제시카
- 워네타 웜즐리 - 데니즈
- 셸리 레그너 - 애슐리

### 트래블메이커스
- 스카일러 애스틴 - 제시
- 애덤 더바인 - 범퍼 앨런
- 벤 플랫 - 벤지 애플바움
- 웃카시 앰부드카 - 도널드
- 마이클 비루엣 - 유니사이클
- 데이비드 델리오 - 콜리오

### 기타 인물
- 엘리자베스 뱅크스 - 게일 애버내시매캐든
- 존 마이클 히긴스 - 존 스미스
- 존 벤저민 히키 - 미첼 교수
- 프레디 스트로마 - 루크
- 정진희 - 키미 진
- 크리스토퍼 민츠플라스 - 토미
- 조 로 트루히요, 하 마 슈퍼스타, 제이슨 존스, 도널드 페이손 - '톤행거스'

## 제작 과정
프로듀서인 엘리자베스 뱅크스와 맥스 핸들먼 부부는 친구로부터 미키 랩킨의 저서 《피치 퍼펙트: 대학부 아카펠라 승리를 향한 여정》을 각색해보라는 제안을 받고 영화 《피치 퍼펙트》 제작에 착수하였다. 케이 캐넌에게 각본을 쓰게 하고, 연극적 요소와 코미디를 조화시킬 수 있는 감독을 물색한 끝에 브로드웨이 뮤지컬 연출 경력이 있던 제이슨 무어에게 감독을 맡겼다. 출연 배우들도 코미디와 출중한 노래 실력을 겸비한 사람들을 캐스팅하였다.
촬영은 대부분 배턴루지에 있는 루이지애나 주립 대학교에서 진행되었으며, 배우들이 노래를 배워 바로 현장에서 부를 수 있도록 세트장 옆에 있는 녹음실에서 연습을 했다. 영화에 쓰일 곡으로는 최신곡부터 옛날 고전곡까지 세대를 아우르는 곡을 선정하도록 했는데, 특히 '사실 다들 좋아하지만 촌스럽다고 여기는' 80년대 음악 선곡에 비중을 두었다. 보컬 트레이너로는 그래미상 수상 경력이 있으며 《드림걸스》 음악 담당이었던 하비 메이슨 주니어가 기용되었고, 안무 교육에는 저스틴 비버, 어셔 등을 트레이닝한 아코몬 존스가 참여했다.

## 흥행과 평가
2012년 9월 미국 개봉 당시 레이디 가가, 케이티 페리 등이 영화를 호평했고, 미국을 비롯한 23개국에서 투자비의 10배 이상을 벌어들이는 폭발적인 흥행을 기록했다.
영화 평가 웹사이트 로튼 토마토에서는 150개의 리뷰를 거쳐 80%의 신선도를 획득했다. 단평은 '《피치 퍼펙트》의 플롯은 전형적이지만 공연 장면이 훌륭하고 뮤지컬 넘버 또한 경쾌하다'이다. 엔터테인먼트 위클리에서는 본 영화의 사운드트랙을 그해 최고의 트랙으로 선정하였다. 데일리 메일지의 크리스 투키(Chris Tookey)는 레벨 윌슨의 연기를 특히 칭찬했다. 로저 이버트는 4점 만점에 2점을 주었고, 마찬가지로 레벨 윌슨을 칭찬하였지만 플롯상의 허점에는 의문을 표했다. 듀나는 '대본 자체보다는 배우들의 연기와 노래에 의해 지탱되는 발랄한 콘서트 같은 영화'로 압축된 단평을 남겼다.